# Сульпиций Александр
Сульпиций Александр (лат. Sulpicius Alexander; IV—V века) — римский историк поздней античности.

## История
Автор «Истории», состоящей как минимум из четырёх книг и охватывающей как минимум период до смерти императора Валентиниана II (392). Неизвестно, продолжалась ли работа в V веке. Сочинение не сохранилось, но Григорий Турский, живший в конце VI века, использовал его и много цитировал из этого произведения. «История» Сульпиция Александра, вероятно, была одним из основных источников Григория Турского по ранней истории франков; сохранившиеся отрывки передают важную информацию о франках и положении при дворе императора Валентиниана II.
По-видимому, следовал традициям классической историографии, которая снова расцвела в поздней античности. Пример Сульпиция Александра показывает, что даже после Аммиана Марцеллина создавались латинские исторические сочинения, основанные на классической модели, хотя ни одно из них не сохранилось до наших дней. Возможно, что Сульпиций Александр написал свой труд после Аммиана Марцеллина, чьи Res Gestae доведены до 378 года.